# Anoba rigida
Anoba rigida är en fjärilsart som beskrevs av Swinhoe 1895. Anoba rigida ingår i släktet Anoba och familjen nattflyn. Inga underarter finns listade i Catalogue of Life.